# Crucifix d'Arezzo (peintre ombro-arétin)
Pour les articles homonymes, voir Crucifix d'Arezzo.
Le crucifix d'Arezzo d'un peintre ombro-arétin  est une croix peinte en  tempera sur bois réalisée vers 1290 et  exposée au Museo statale d'arte medievale e moderna d'Arezzo.

## Description
Il s'agit d'une représentation du Christus patiens ou du Christus dolens, l'innovation picturale récente portée par Cimabue  localement.
Seulement deux figures saintes accompagnent le Christ en croix : Marie et Jean, chacun dans les tabelloni de gauche et de droite du patibulum.
Les panneaux des flancs du Christ comportent un motif rouge répété sur fond d'or.
Un Christ bénissant surmonte le tout en clipeus  au-dessus du titulus.